# Dialeurodes minahassai
Dialeurodes minahassai es un insecto hemiptero de la familia Aleyrodidae y la subfamilia Aleyrodinae.
Fue descrita científicamente por primera vez por Martin en 1988.